# Lijst van gouverneurs van Rhode Island
Dit is een lijst met gouverneurs van de Amerikaanse staat Rhode Island.

## Gouverneurs (1775–1807)
| Nr. | Gouverneur | Gouverneur                 | Termijn   | Partij        |
| --- | ---------- | -------------------------- | --------- | ------------- |
| 1   |            | Nicholas Cooke (1717–1782) | 1775-1778 | partijloos    |
| 2   |            | William Greene (1731–1809) | 1778-1786 | partijloos    |
| 3   |            | John Collins (1717–1795)   | 1786-1790 | partijloos    |
| 4   |            | Arthur Fenner (1745–1805)  | 1790-1805 | Country Party |
| 5   |            | Henry Smith (1766–1818)    | 1805-1806 | Country Party |
| 6   |            | Isaac Wilbour (1763–1837)  | 1806-1807 | Country Party |

## Gouverneurs van Rhode Island (1807–heden)
| Nr. | Gouverneur van Rhode Island Governor of Rhode Island | Gouverneur van Rhode Island Governor of Rhode Island | Gouverneur van Rhode Island Governor of Rhode Island | Ambtstermijn     | Ambtstermijn     | Partij(en)   | Verkiezing(en)                   |
| --- | ---------------------------------------------------- | ---------------------------------------------------- | ---------------------------------------------------- | ---------------- | ---------------- | ------------ | -------------------------------- |
| 7   |                                                      | James Fenner                                         | James Fenner (1771–1846)                             | 7 mei 1807       | 1 mei 1811       | DR           | 1807                             |
| 7   | 1808                                                 | James Fenner                                         | James Fenner (1771–1846)                             | 7 mei 1807       | 1 mei 1811       | DR           |                                  |
| 7   | 1809                                                 | James Fenner                                         | James Fenner (1771–1846)                             | 7 mei 1807       | 1 mei 1811       | DR           |                                  |
| 7   | 1810                                                 | James Fenner                                         | James Fenner (1771–1846)                             | 7 mei 1807       | 1 mei 1811       | DR           |                                  |
| 8   |                                                      | William Jones                                        | William Jones (1753–1822)                            | 1 mei 1811       | 7 mei 1817       | F            | 1811                             |
| 8   | 1812                                                 | William Jones                                        | William Jones (1753–1822)                            | 1 mei 1811       | 7 mei 1817       | F            |                                  |
| 8   | 1813                                                 | William Jones                                        | William Jones (1753–1822)                            | 1 mei 1811       | 7 mei 1817       | F            |                                  |
| 8   | 1814                                                 | William Jones                                        | William Jones (1753–1822)                            | 1 mei 1811       | 7 mei 1817       | F            |                                  |
| 8   | 1815                                                 | William Jones                                        | William Jones (1753–1822)                            | 1 mei 1811       | 7 mei 1817       | F            |                                  |
| 8   | 1816                                                 | William Jones                                        | William Jones (1753–1822)                            | 1 mei 1811       | 7 mei 1817       | F            |                                  |
| 9   |                                                      | Nehemiah Knight                                      | Nehemiah Knight (1780–1854)                          | 7 mei 1817       | 1 mei 1821       | DR           | 1817                             |
| 9   | 1818                                                 | Nehemiah Knight                                      | Nehemiah Knight (1780–1854)                          | 7 mei 1817       | 1 mei 1821       | DR           |                                  |
| 9   | 1819                                                 | Nehemiah Knight                                      | Nehemiah Knight (1780–1854)                          | 7 mei 1817       | 1 mei 1821       | DR           |                                  |
| 9   | 1820                                                 | Nehemiah Knight                                      | Nehemiah Knight (1780–1854)                          | 7 mei 1817       | 1 mei 1821       | DR           |                                  |
| 10  |                                                      | William Gibbs                                        | William Gibbs (1787–1871)                            | 1 mei 1821       | 4 mei 1824       | DR           | 1821                             |
| 10  | 1822                                                 | William Gibbs                                        | William Gibbs (1787–1871)                            | 1 mei 1821       | 4 mei 1824       | DR           |                                  |
| 10  | 1823                                                 | William Gibbs                                        | William Gibbs (1787–1871)                            | 1 mei 1821       | 4 mei 1824       | DR           |                                  |
| 11  |                                                      | James Fenner                                         | James Fenner (1771–1846)                             | 4 mei 1824       | 1 mei 1831       | DR (1824–28) | 1824                             |
| 11  | 1825                                                 | James Fenner                                         | James Fenner (1771–1846)                             | 4 mei 1824       | 1 mei 1831       | DR (1824–28) |                                  |
| 11  | 1826                                                 | James Fenner                                         | James Fenner (1771–1846)                             | 4 mei 1824       | 1 mei 1831       | DR (1824–28) |                                  |
| 11  | 1827                                                 | James Fenner                                         | James Fenner (1771–1846)                             | 4 mei 1824       | 1 mei 1831       | DR (1824–28) |                                  |
| 11  | 1825                                                 | James Fenner                                         | James Fenner (1771–1846)                             | 4 mei 1824       | 1 mei 1831       | DR (1824–28) |                                  |
| 11  | 1827                                                 | James Fenner                                         | James Fenner (1771–1846)                             | 4 mei 1824       | 1 mei 1831       | DR (1824–28) |                                  |
| 11  |                                                      | James Fenner                                         | James Fenner (1771–1846)                             | 4 mei 1824       | 1 mei 1831       | D (1828–31)  | 1828                             |
| 11  | 1829                                                 | James Fenner                                         | James Fenner (1771–1846)                             | 4 mei 1824       | 1 mei 1831       | D (1828–31)  |                                  |
| 11  | 1830                                                 | James Fenner                                         | James Fenner (1771–1846)                             | 4 mei 1824       | 1 mei 1831       | D (1828–31)  |                                  |
| 12  |                                                      | Lemuel Arnold                                        | Lemuel Arnold (1792–1852)                            | 1 mei 1831       | 1 mei 1833       | NR           | 1831                             |
| 12  | 1832                                                 | Lemuel Arnold                                        | Lemuel Arnold (1792–1852)                            | 1 mei 1831       | 1 mei 1833       | NR           |                                  |
| 13  |                                                      | John Francis                                         | John Francis (1791–1864)                             | 1 mei 1833       | 1 mei 1838       | D            | 1833                             |
| 13  | 1834                                                 | John Francis                                         | John Francis (1791–1864)                             | 1 mei 1833       | 1 mei 1838       | D            |                                  |
| 13  | 1835                                                 | John Francis                                         | John Francis (1791–1864)                             | 1 mei 1833       | 1 mei 1838       | D            |                                  |
| 13  | 1836                                                 | John Francis                                         | John Francis (1791–1864)                             | 1 mei 1833       | 1 mei 1838       | D            |                                  |
| 13  | 1837                                                 | John Francis                                         | John Francis (1791–1864)                             | 1 mei 1833       | 1 mei 1838       | D            |                                  |
| 14  |                                                      | William Sprague III                                  | William Sprague III (1799–1856)                      | 1 mei 1838       | 1 mei 1839       | W            | 1838                             |
| 15  |                                                      | Samuel Ward King                                     | Samuel Ward King (1786–1851)                         | 1 mei 1839       | 1 mei 1843       | LO           | 1839                             |
| 15  | 1840                                                 | Samuel Ward King                                     | Samuel Ward King (1786–1851)                         | 1 mei 1839       | 1 mei 1843       | LO           |                                  |
| 15  | 1841                                                 | Samuel Ward King                                     | Samuel Ward King (1786–1851)                         | 1 mei 1839       | 1 mei 1843       | LO           |                                  |
| 15  | 1842                                                 | Samuel Ward King                                     | Samuel Ward King (1786–1851)                         | 1 mei 1839       | 1 mei 1843       | LO           |                                  |
| 16  |                                                      | Thomas Dorr                                          | Thomas Dorr (1805–1854)                              | 1 mei 1842       | 1 mei 1843       |              | Buitenwettelijk zie Dorr-opstand |
| 17  |                                                      | James Fenner                                         | James Fenner (1771–1846)                             | 1 mei 1843       | 5 mei 1845       | LO           | 1843                             |
| 17  | 1844                                                 | James Fenner                                         | James Fenner (1771–1846)                             | 1 mei 1843       | 5 mei 1845       | LO           |                                  |
| 18  |                                                      | Charles Jackson                                      | Charles Jackson (1797–1876)                          | 5 mei 1845       | 6 mei 1846       | W            | 1845                             |
| 19  |                                                      | Byron Diman                                          | Byron Diman (1795–1865)                              | 6 mei 1846       | 4 mei 1847       | LO           | 1846                             |
| 20  |                                                      | Elisha Harris                                        | Elisha Harris (1791–1861)                            | 4 mei 1847       | 1 mei 1849       | W            | 1847                             |
| 20  | 1848                                                 | Elisha Harris                                        | Elisha Harris (1791–1861)                            | 4 mei 1847       | 1 mei 1849       | W            |                                  |
| 21  |                                                      | Henry Anthony                                        | Henry Anthony (1815–1884)                            | 1 mei 1849       | 5 mei 1851       | W            | 1849                             |
| 21  | 1850                                                 | Henry Anthony                                        | Henry Anthony (1815–1884)                            | 1 mei 1849       | 5 mei 1851       | W            |                                  |
| 22  |                                                      | Philip Allen                                         | Philip Allen (1785–1865)                             | 5 mei 1851       | 20 juli 1853     | D            | 1851                             |
| 22  | 1852                                                 | Philip Allen                                         | Philip Allen (1785–1865)                             | 5 mei 1851       | 20 juli 1853     | D            |                                  |
| 22  | 1853                                                 | Philip Allen                                         | Philip Allen (1785–1865)                             | 5 mei 1851       | 20 juli 1853     | D            |                                  |
| 23  |                                                      | Francis Dimond                                       | Francis Dimond (1796–1859)                           | 20 juli 1853     | 1 mei 1854       | D            |                                  |
| 24  |                                                      | William Hoppin                                       | William Hoppin (1807–1890)                           | 1 mei 1854       | 25 mei 1857      | W            | 1854                             |
| 24  | 1855                                                 | William Hoppin                                       | William Hoppin (1807–1890)                           | 1 mei 1854       | 25 mei 1857      | W            |                                  |
| 24  | 1856                                                 | William Hoppin                                       | William Hoppin (1807–1890)                           | 1 mei 1854       | 25 mei 1857      | W            |                                  |
| 25  |                                                      | Elisha Dyer                                          | Elisha Dyer (1811–1890)                              | 25 mei 1857      | 30 mei 1859      | R            | 1857                             |
| 25  | 1858                                                 | Elisha Dyer                                          | Elisha Dyer (1811–1890)                              | 25 mei 1857      | 30 mei 1859      | R            |                                  |
| 26  |                                                      | Royal Taft                                           | Thomas Turner (1810–1875)                            | 30 mei 1859      | 30 mei 1860      | R            | 1859                             |
| 27  |                                                      | William Sprague IV                                   | William Sprague IV (1830–1915)                       | 30 mei 1860      | 4 maart 1863     | R            | 1860                             |
| 27  | 1861                                                 | William Sprague IV                                   | William Sprague IV (1830–1915)                       | 30 mei 1860      | 4 maart 1863     | R            |                                  |
| 27  | 1862                                                 | William Sprague IV                                   | William Sprague IV (1830–1915)                       | 30 mei 1860      | 4 maart 1863     | R            |                                  |
| 28  |                                                      | William Cozzens                                      | William Cozzens (1811–1876)                          | 4 maart 1863     | 25 mei 1863      | D            |                                  |
| 29  |                                                      | James Youngs Smith                                   | James Youngs Smith (1809–1876)                       | 25 mei 1863      | 30 mei 1866      | R            | 1863                             |
| 29  | 1864                                                 | James Youngs Smith                                   | James Youngs Smith (1809–1876)                       | 25 mei 1863      | 30 mei 1866      | R            |                                  |
| 29  | 1865                                                 | James Youngs Smith                                   | James Youngs Smith (1809–1876)                       | 25 mei 1863      | 30 mei 1866      | R            |                                  |
| 30  |                                                      | Ambrose Burnside                                     | Ambrose Burnside (1824–1881)                         | 30 mei 1866      | 25 mei 1869      | R            | 1866                             |
| 30  | 1867                                                 | Ambrose Burnside                                     | Ambrose Burnside (1824–1881)                         | 30 mei 1866      | 25 mei 1869      | R            |                                  |
| 30  | 1868                                                 | Ambrose Burnside                                     | Ambrose Burnside (1824–1881)                         | 30 mei 1866      | 25 mei 1869      | R            |                                  |
| 31  |                                                      | Seth Padelford                                       | Seth Padelford (1807–1878)                           | 25 mei 1869      | 30 mei 1873      | R            | 1869                             |
| 31  | 1870                                                 | Seth Padelford                                       | Seth Padelford (1807–1878)                           | 25 mei 1869      | 30 mei 1873      | R            |                                  |
| 31  | 1871                                                 | Seth Padelford                                       | Seth Padelford (1807–1878)                           | 25 mei 1869      | 30 mei 1873      | R            |                                  |
| 31  | 1872                                                 | Seth Padelford                                       | Seth Padelford (1807–1878)                           | 25 mei 1869      | 30 mei 1873      | R            |                                  |
| 32  |                                                      | Henry Howard                                         | Henry Howard (1826–1905)                             | 30 mei 1873      | 25 mei 1875      | R            | 1873                             |
| 32  | 1874                                                 | Henry Howard                                         | Henry Howard (1826–1905)                             | 30 mei 1873      | 25 mei 1875      | R            |                                  |
| 33  |                                                      | Henry Lippitt                                        | Henry Lippitt (1818–1891)                            | 25 mei 1875      | 30 mei 1877      | R            | 1875                             |
| 33  | 1876                                                 | Henry Lippitt                                        | Henry Lippitt (1818–1891)                            | 25 mei 1875      | 30 mei 1877      | R            |                                  |
| 34  |                                                      | Charles Van Zandt                                    | Charles Van Zandt (1830–1894)                        | 30 mei 1877      | 25 mei 1880      | R            | 1877                             |
| 34  | 1878                                                 | Charles Van Zandt                                    | Charles Van Zandt (1830–1894)                        | 30 mei 1877      | 25 mei 1880      | R            |                                  |
| 34  | 1879                                                 | Charles Van Zandt                                    | Charles Van Zandt (1830–1894)                        | 30 mei 1877      | 25 mei 1880      | R            |                                  |
| 35  |                                                      | Alfred Littlefield                                   | Alfred Littlefield (1829–1893)                       | 25 mei 1880      | 30 mei 1883      | R            | 1880                             |
| 35  | 1881                                                 | Alfred Littlefield                                   | Alfred Littlefield (1829–1893)                       | 25 mei 1880      | 30 mei 1883      | R            |                                  |
| 35  | 1882                                                 | Alfred Littlefield                                   | Alfred Littlefield (1829–1893)                       | 25 mei 1880      | 30 mei 1883      | R            |                                  |
| 36  |                                                      | Augustus Bourn                                       | Augustus Bourn (1834–1925)                           | 30 mei 1883      | 25 mei 1885      | R            | 1883                             |
| 36  | 1884                                                 | Augustus Bourn                                       | Augustus Bourn (1834–1925)                           | 30 mei 1883      | 25 mei 1885      | R            |                                  |
| 37  |                                                      | George Wetmore                                       | George Wetmore (1846–1921)                           | 25 mei 1885      | 30 mei 1887      | R            | 1885                             |
| 37  | 1886                                                 | George Wetmore                                       | George Wetmore (1846–1921)                           | 25 mei 1885      | 30 mei 1887      | R            |                                  |
| 38  |                                                      | John William Davis                                   | John William Davis (1826–1907)                       | 30 mei 1887      | 30 mei 1888      | D            | 1887                             |
| 39  |                                                      | Royal Taft                                           | Royal Taft (1823–1912)                               | 30 mei 1888      | 30 mei 1889      | R            | 1888                             |
| 40  |                                                      | Herbert Ladd                                         | Herbert Ladd (1843–1913)                             | 30 mei 1889      | 30 mei 1890      | R            | 1889                             |
| 41  |                                                      | John William Davis                                   | John William Davis (1826–1907)                       | 30 mei 1890      | 25 mei 1891      | D            | 1890                             |
| 42  |                                                      | Herbert Ladd                                         | Herbert Ladd (1843–1913)                             | 25 mei 1891      | 30 mei 1892      | R            | 1891                             |
| 43  |                                                      | Russell Brown                                        | Russell Brown (1848–1919)                            | 30 mei 1892      | 30 mei 1895      | R            | 1892                             |
| 43  | 1893                                                 | Russell Brown                                        | Russell Brown (1848–1919)                            | 30 mei 1892      | 30 mei 1895      | R            |                                  |
| 43  | 1894                                                 | Russell Brown                                        | Russell Brown (1848–1919)                            | 30 mei 1892      | 30 mei 1895      | R            |                                  |
| 44  |                                                      | Charles Lippitt                                      | Charles Lippitt (1846–1924)                          | 30 mei 1895      | 25 mei 1897      | R            | 1895                             |
| 44  | 1896                                                 | Charles Lippitt                                      | Charles Lippitt (1846–1924)                          | 30 mei 1895      | 25 mei 1897      | R            |                                  |
| 45  |                                                      | Elisha Dyer                                          | Elisha Dyer (1836–1906)                              | 25 mei 1897      | 30 mei 1900      | R            | 1897                             |
| 45  | 1898                                                 | Elisha Dyer                                          | Elisha Dyer (1836–1906)                              | 25 mei 1897      | 30 mei 1900      | R            |                                  |
| 45  | 1899                                                 | Elisha Dyer                                          | Elisha Dyer (1836–1906)                              | 25 mei 1897      | 30 mei 1900      | R            |                                  |
| 46  |                                                      | William Gregory                                      | William Gregory (1849–1901)                          | 30 mei 1900      | 16 december 1901 | R            | 1900                             |
| 46  | 1901                                                 | William Gregory                                      | William Gregory (1849–1901)                          | 30 mei 1900      | 16 december 1901 | R            |                                  |
| 47  |                                                      | Charles Kimball                                      | Charles Kimball (1859–1930)                          | 16 december 1901 | 3 januari 1903   | R            |                                  |
| 48  |                                                      | Lucius Garvin                                        | Lucius Garvin (1841–1922)                            | 3 januari 1903   | 3 januari 1905   | D            | 1902                             |
| 48  | 1903                                                 | Lucius Garvin                                        | Lucius Garvin (1841–1922)                            | 3 januari 1903   | 3 januari 1905   | D            |                                  |
| 49  |                                                      | George Utter                                         | George Utter (1854–1912)                             | 3 januari 1905   | 1 januari 1907   | R            | 1904                             |
| 49  | 1905                                                 | George Utter                                         | George Utter (1854–1912)                             | 3 januari 1905   | 1 januari 1907   | R            |                                  |
| 50  |                                                      | James Higgins                                        | James Higgins (1876–1927)                            | 1 januari 1907   | 5 januari 1909   | D            | 1906                             |
| 50  | 1907                                                 | James Higgins                                        | James Higgins (1876–1927)                            | 1 januari 1907   | 5 januari 1909   | D            |                                  |
| 51  |                                                      | Aram Pothier                                         | Aram Pothier (1854–1928)                             | 5 januari 1909   | 5 januari 1915   | R            | 1908                             |
| 51  | 1910                                                 | Aram Pothier                                         | Aram Pothier (1854–1928)                             | 5 januari 1909   | 5 januari 1915   | R            |                                  |
| 51  | 1912                                                 | Aram Pothier                                         | Aram Pothier (1854–1928)                             | 5 januari 1909   | 5 januari 1915   | R            |                                  |
| 52  |                                                      | Livingston Beeckman                                  | Livingston Beeckman (1866–1935)                      | 5 januari 1915   | 5 januari 1921   | R            | 1914                             |
| 52  | 1916                                                 | Livingston Beeckman                                  | Livingston Beeckman (1866–1935)                      | 5 januari 1915   | 5 januari 1921   | R            |                                  |
| 52  | 1918                                                 | Livingston Beeckman                                  | Livingston Beeckman (1866–1935)                      | 5 januari 1915   | 5 januari 1921   | R            |                                  |
| 53  |                                                      | Emery San Souci                                      | Emery San Souci (1857–1936)                          | 5 januari 1921   | 3 januari 1923   | R            | 1920                             |
| 54  |                                                      | William Flynn                                        | William Flynn (1885–1966)                            | 3 januari 1923   | 5 januari 1925   | D            | 1922                             |
| 55  |                                                      | Aram Pothier                                         | Aram Pothier (1854–1928)                             | 5 januari 1925   | 4 februari 1928  | R            | 1924                             |
| 55  | 1926                                                 | Aram Pothier                                         | Aram Pothier (1854–1928)                             | 5 januari 1925   | 4 februari 1928  | R            |                                  |
| 56  |                                                      | Norman Case                                          | Norman Case (1888–1967)                              | 4 februari 1928  | 3 januari 1933   | R            |                                  |
| 56  | R                                                    | Norman Case                                          | Norman Case (1888–1967)                              | 4 februari 1928  | 3 januari 1933   | 1928         |                                  |
| 56  | R                                                    | Norman Case                                          | Norman Case (1888–1967)                              | 4 februari 1928  | 3 januari 1933   | 1930         |                                  |
| 57  |                                                      | Theodore Green                                       | Theodore Green (1867–1966)                           | 3 januari 1933   | 5 januari 1937   | D            | 1932                             |
| 57  | 1934                                                 | Theodore Green                                       | Theodore Green (1867–1966)                           | 3 januari 1933   | 5 januari 1937   | D            |                                  |
| 58  |                                                      | Robert Quinn                                         | Robert Quinn (1894–1975)                             | 5 januari 1937   | 3 januari 1939   | D            | 1936                             |
| 59  |                                                      | William Henry Vanderbilt III                         | William Henry Vanderbilt III (1901–1981)             | 3 januari 1939   | 8 januari 1941   | R            | 1938                             |
| 60  |                                                      | Howard McGrath                                       | Howard McGrath (1903–1966)                           | 8 januari 1941   | 5 oktober 1945   | D            | 1940                             |
| 60  | 1942                                                 | Howard McGrath                                       | Howard McGrath (1903–1966)                           | 8 januari 1941   | 5 oktober 1945   | D            |                                  |
| 60  | 1944                                                 | Howard McGrath                                       | Howard McGrath (1903–1966)                           | 8 januari 1941   | 5 oktober 1945   | D            |                                  |
| 61  |                                                      | John Pastore                                         | John Pastore (1907–2000)                             | 5 oktober 1945   | 20 december 1950 | D            |                                  |
| 61  | D                                                    | John Pastore                                         | John Pastore (1907–2000)                             | 5 oktober 1945   | 20 december 1950 | 1946         |                                  |
| 61  | D                                                    | John Pastore                                         | John Pastore (1907–2000)                             | 5 oktober 1945   | 20 december 1950 | 1948         |                                  |
| 62  |                                                      | John McKiernan                                       | John McKiernan (1911–1997)                           | 20 december 1950 | 1 januari 1951   | D            |                                  |
| 63  |                                                      | Dennis Roberts                                       | Dennis Roberts (1903–1994)                           | 1 januari 1951   | 5 januari 1959   | D            | 1950                             |
| 63  | 1952                                                 | Dennis Roberts                                       | Dennis Roberts (1903–1994)                           | 1 januari 1951   | 5 januari 1959   | D            |                                  |
| 63  | 1954                                                 | Dennis Roberts                                       | Dennis Roberts (1903–1994)                           | 1 januari 1951   | 5 januari 1959   | D            |                                  |
| 63  | 1956                                                 | Dennis Roberts                                       | Dennis Roberts (1903–1994)                           | 1 januari 1951   | 5 januari 1959   | D            |                                  |
| 64  |                                                      | Christopher Del Sesto                                | Christopher Del Sesto (1907–1973)                    | 5 januari 1959   | 3 januari 1961   | R            | 1958                             |
| 65  |                                                      | John Notte                                           | John Notte (1909–1983)                               | 3 januari 1961   | 1 januari 1963   | D            | 1960                             |
| 66  |                                                      | John Chafee                                          | John Chafee (1922–1999)                              | 1 januari 1963   | 6 januari 1969   | R            | 1962                             |
| 66  | 1964                                                 | John Chafee                                          | John Chafee (1922–1999)                              | 1 januari 1963   | 6 januari 1969   | R            |                                  |
| 66  | 1966                                                 | John Chafee                                          | John Chafee (1922–1999)                              | 1 januari 1963   | 6 januari 1969   | R            |                                  |
| 67  |                                                      | Frank Licht                                          | Frank Licht (1916–1987)                              | 6 januari 1969   | 3 januari 1973   | D            | 1968                             |
| 67  | 1970                                                 | Frank Licht                                          | Frank Licht (1916–1987)                              | 6 januari 1969   | 3 januari 1973   | D            |                                  |
| 68  |                                                      | Philip Noel                                          | Philip Noel (1931)                                   | 3 januari 1973   | 4 januari 1977   | D            | 1972                             |
| 68  | 1974                                                 | Philip Noel                                          | Philip Noel (1931)                                   | 3 januari 1973   | 4 januari 1977   | D            |                                  |
| 69  |                                                      | Joe Garrahy                                          | John Garrahy (1930–2012)                             | 4 januari 1977   | 1 januari 1985   | D            | 1976                             |
| 69  | 1978                                                 | Joe Garrahy                                          | John Garrahy (1930–2012)                             | 4 januari 1977   | 1 januari 1985   | D            |                                  |
| 69  | 1980                                                 | Joe Garrahy                                          | John Garrahy (1930–2012)                             | 4 januari 1977   | 1 januari 1985   | D            |                                  |
| 69  | 1982                                                 | Joe Garrahy                                          | John Garrahy (1930–2012)                             | 4 januari 1977   | 1 januari 1985   | D            |                                  |
| 70  |                                                      | Edward DiPrete                                       | Edward DiPrete (1934–2025)                           | 1 januari 1985   | 1 januari 1991   | R            | 1984                             |
| 70  | 1986                                                 | Edward DiPrete                                       | Edward DiPrete (1934–2025)                           | 1 januari 1985   | 1 januari 1991   | R            |                                  |
| 70  | 1988                                                 | Edward DiPrete                                       | Edward DiPrete (1934–2025)                           | 1 januari 1985   | 1 januari 1991   | R            |                                  |
| 71  |                                                      | Bruce Sundlun                                        | Bruce Sundlun (1920–2011)                            | 1 januari 1991   | 3 januari 1995   | D            | 1990                             |
| 72  |                                                      | Lincoln Almond                                       | Lincoln Almond (1936–2022)                           | 3 januari 1995   | 7 januari 2003   | R            | 1994                             |
| 72  | 1998                                                 | Lincoln Almond                                       | Lincoln Almond (1936–2022)                           | 3 januari 1995   | 7 januari 2003   | R            |                                  |
| 73  |                                                      | Donald Carcieri                                      | Donald Carcieri (1942)                               | 7 januari 2003   | 4 januari 2011   | R            | 2002                             |
| 73  | 2006                                                 | Donald Carcieri                                      | Donald Carcieri (1942)                               | 7 januari 2003   | 4 januari 2011   | R            |                                  |
| 74  |                                                      | Lincoln Chafee                                       | Lincoln Chafee (1953)                                | 4 januari 2011   | 5 januari 2015   | O (2011–13)  | 2010                             |
| 74  | D (2013–15)                                          | Lincoln Chafee                                       | Lincoln Chafee (1953)                                | 4 januari 2011   | 5 januari 2015   |              | 2010                             |
| 75  |                                                      | Gina Raimondo                                        | Gina Raimondo (1971)                                 | 5 januari 2015   | 1 maart 2021     | D            | 2014                             |
| 75  | 2018                                                 | Gina Raimondo                                        | Gina Raimondo (1971)                                 | 5 januari 2015   | 1 maart 2021     | D            |                                  |
| 76  |                                                      | Dan McKee                                            | Dan McKee (1951)                                     | 1 maart 2021     | heden            | D            |                                  |
| 76  | 2022                                                 | Dan McKee                                            | Dan McKee (1951)                                     | 1 maart 2021     | heden            | D            |                                  |

(D): Democraat · (R): Republikein · (O): Onafhankelijk